# ユーリ・ポドラドチコフ
ユーリ・ポドラドチコフ（Iouri Podladtchikov、1988年9月13日 - ）は、スイスのスノーボーダー。ニックネームは名前の頭文字からIPod（アイポッド）。
ポドラドチコフはロシアで生まれ、1996年に両親とともにスイスに移住した。2005年にスイス国籍を習得したが、その後もしばらくはロシア代表として大会に出場していた。2005年12月にスイスアローザにてFISヨーロッパカップで優勝2007年10月スイスザースフェーでも優勝した。2010年バンクーバーオリンピックがきっかけで2009年末よりスイス代表として出場するようになった。
2006年トリノオリンピックではロシア代表として出場しハーフパイプで37位だったが、2008年にはワールドカップの男子ハーフパイプで初優勝を飾り、2010年のXゲームではショーン・ホワイトに次ぐ2位となった。2010年のバンクーバーオリンピックでは決勝1回目の試技で2位につけたが、フィンランドのピートゥ・ピロイネン、アメリカのスコット・ラゴらが2回目を成功したのに対し、ポドラドチコフは失敗し、4位へと順位を下げてメダル圏内から外れた。
2011年/2012年シーズンはTTRワールドスノーボードツアーの年間王者に輝き、2011年11月スペインラ・モリーナの世界選手権では準優勝。
2013年1月カナダストーンハムの世界選手権で優勝。
2014年ソチオリンピックでは、決勝の2回目で大技の「キャブ・ダブルコーク1440（通称：ヨーロ・フリップ[Yolo Flip]）、You Only Live Once「人生一度きり」の意味」を完璧に決め、94.75点で金メダルを獲得した。
2018年平昌オリンピックは大会直前に出場したXゲームズで頭部への重傷を負い欠場。同年12月に復帰したが転倒により再度負傷。さらに2か月後にアキレス腱を断裂、手術したものの影響が残る形となった。2020年1月に地元スイスで行われた大会で5位に入賞したのを最後に、同年8月に引退を表明した。

## 主な成績
優勝のみ記載
- 2006年10月 - Rail Battleヴァレーゼ大会優勝
- 2007年11月 - スノーボード・ワールドカップスイスザースフェー大会優勝
- 2010年1月 - オニール エボリューション優勝
- 2010年2月 - バートンカナダオープン優勝
- 2010年3月 - X Games EURO優勝
- 2010年8月 - バートンニュージーランドオープン優勝
- 2011年3月 -　スノーボード・ワールドカップスイスアローザ大会優勝
- 2011年11月 - スノーボード・ワールドカップスイスザースフェー大会優勝
- 2012年1月 - ウインターデューツアー優勝
- 2012年2月 - 世界スノーボード選手権優勝
- 2012年2月 - バートンユーロオープン優勝
- 2013年1月 - スノーボード世界選手権優勝
- 2013年3月 - アークティック チャレンジ優勝
- 2014年1月 - バートンユーロオープン優勝
- 2014年2月 - ソチオリンピック金メダル
- 2015年2月 - バートンユーロオープン優勝

ほか